# All the Time (canção de Kim Petras)
"All the Time" é uma canção da cantora alemã Kim Petras, lançada em 24 de agosto de 2018. A canção faz parte do projeto não oficial da artista, Era 1.

## Antecedentes e lançamento
Quando Kim tocou a música ao vivo em Londres no Courtyard Theatre em 26 de maio de 2018, os fãs especularam que seria o próximo single, posteriormente alimentado por Petras sugerindo o lançamento iminente da música no Twitter. Mais tarde, ela confirmou que seu próximo single estava previsto para ser lançado em agosto, e o lançamento foi praticamente confirmado com a faixa aparecendo no serviço de reconhecimento de música Shazam.
Depois de muita especulação dos fãs sobre a data exata de lançamento da música, Petras foi ao Twitter para confirmar que a música seria lançada em 24 de agosto.

## Temática musical
A música é sobre o início de um relacionamento que Kim está tendo, no qual enquanto ela está apaixonada por ele, ela não consegue tirá-lo da cabeça e quer "fazer isso" com ele todos os dias, o tempo todo.